# Buchenavia sericocarpa
Buchenavia sericocarpa är en tvåhjärtbladig växtart som beskrevs av Adolpho Ducke. Buchenavia sericocarpa ingår i släktet Buchenavia och familjen Combretaceae. Inga underarter finns listade i Catalogue of Life.